# Orden de San Vladimiro
La Orden de San Vladimiro fue una distinción otorgada en Rusia tanto a civiles como a militares.

## Historia
Fue creada en 1782 por la emperatriz Catalina II de Rusia con motivo del aniversario de su coronación, en honor de San Vladimiro, quien introdujo el cristianismo en la Rus de Kiev.

## Grados
Se trataba de una distinción de cuatro grados jerárquicos de carácter independiente.
- Primera clase: Una cruz roja con bordes negros y dorados. La insignia de la Orden pendía de una banda colocada sobre el hombro derecho, y una estrella de ocho rayos de oro y plata estaba sujeta al pecho izquierdo.
- Segunda clase: Cruz roja en el cuello y estrella en el pecho izquierdo.
- Tercera clase: Cruz roja de un tamaño más pequeño en el cuello.
- Cuarta clase: Misma cruz pero en el pecho izquierdo.

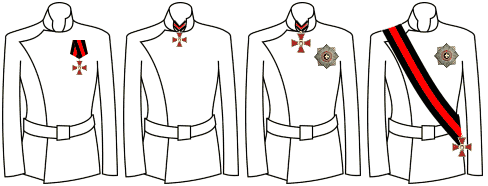
Distinciones de los cuatro grados de la orden.